# 萨依巴格街道
萨依巴格街道，是中华人民共和国新疆维吾尔自治区巴音郭楞蒙古自治州库尔勒市下辖的一个乡镇级行政单位。

## 行政区划
萨依巴格街道下辖以下地区：
滨河社区、楼兰社区、梨乡园社区、辰兴社区、佳鑫社区、巴音社区、金冠社区、博爱社区、康乐社区、永乐社区、交通路社区、萨依巴格社区和孔雀社区。